# Чемпіонат Швейцарії з хокею 1926
Чемпіонат Швейцарії з хокею 1926 — 16-й чемпіонат Швейцарії з хокею, чемпіоном став ХК «Давос».

## Схід
| 27 грудня 1925 року |     |                    |  |
| ХК «Давос»          | 7:0 | «Академікер Цюрих» |  |
|                     |     |                    |  |

ХК «Давос» вийшов до фіналу.

## Захід
| 9 січня 1926 року |     |               |  |
| «Розей» (Гштаад)  | 6:1 | «Шато де-Окс» |  |
|                   |     |               |  |

«Розей» (Гштаад) вийшов до фіналу.

## Фінал
| 11 лютого 1926 року |     |                  |  |
| ХК «Давос»          | 4:2 | «Розей» (Гштаад) |  |
|                     |     |                  |  |